# المعلم جوبا
المعلم جوبا (1825 - 1852 أو 1853)، راقص أمريكي من أصل أفريقي نشط في أربعينيات القرن التاسع عشر. كان من أوائل الفنانين الأفريقيين في الولايات المتحدة الذين لعبوا على خشبة المسرح للجمهور الأبيض والوحيد في تلك الحقبة الذي قام بجولات مع فرقة موسيقية بيضاء.  يُعتقد أن اسمه الحقيقي هو ويليام هنري لين.
عندما كان مراهقًا، بدأ حياته المهنية في الصالونات وقاعات الرقص في حي فايف بوينتس في مانهاتن، وانتقل إلى العروض في منتصف أربعينيات القرن التاسع عشر. كثيرًا ما تحدى وهزم أفضل الراقصين البيض، بما في ذلك المفضل في تلك الفترة، جون دايموند. في ذروة مسيرته المهنية في أمريكا، تميز عمل جوبا بتقليده سلسلة من الراقصين المشهورين في تلك الفترة مع تنفيذ الأداء بأسلوبه الخاص.
في عام 1848 سافر جوبا إلى لندن مع فرقة Ethiopian Serenaders، وهي فرقة موسيقية من البيض. سبب جوبا ضجة كبيرة في بريطانيا بسبب أسلوبه في الرقص. توفي عام 1852 أو 1853، على الأرجح بسبب الإرهاق وسوء التغذية. لقد نسيه المؤرخون إلى حد كبير حتى أعادت مقالة ماريان هانا وينتر عام 1947 إحياء قصته.
تقدم المستندات الحالية روايات مشوشة عن أسلوب رقص جوبا، ولكن تظهر بعض الموضوعات أنه: كان إيقاعيًا، ومتنوعًا في الإيقاع، وسريعًا في بعض الأحيان، ومعبِّرًا، وعلى عكس أي شيء عُرض من قبل. من المحتمل أن تتضمن الرقصة كل من الخطوات الشعبية الأوروبية، مثل الرقصة الأيرلندية، والخطوات القادمة من إفريقيا التي يستخدمها العبيد، مثل المشي. قبل مسيرة جوبا المهنية، كانت رقصة أداء الوجه الأسود أكثر إخلاصًا للثقافة السوداء من جوانبها الأخرى، ولكن عزز جوبا هذه الأصالة. كان له تأثير كبير على تطوير أساليب الرقص الأمريكية مثل التاب والجاز.

## النشأة
لا يُعرف سوى القليل عن حياة جوبا. تعتبر التفاصيل القليلة المأخوذة من المصادر الأولية، والثانوية - التي يرجع تاريخ معظمها إلى سنوات بعد وفاته - مشكوكًا في صحتها. اقترحت مؤرخة الرقص ماريان هانا وينتر أن جوبا ولد لأبوين أفريقيين أحرار في عام 1825 أو بعد ذلك. كتب شومان مايكل ب. ليفيت في عام 1912 أن جوبا جاء من بروفيدنس، رود آيلاند، ويعطي مؤرخ المسرح تي ألستون براون اسمه الحقيقي باسم ويليام هنري لين. وفقًا لبند في طبعة 11 أغسطس 1895 من نيويورك هيرالد، عاش جوبا في منطقة فايف بوينتس في نيويورك. كان هذا أحد الأحياء الفقيرة حيث يعيش المهاجرون الأيرلنديون والسود الأحرار وسط بيوت الدعارة ودور الرقص والصالونات حيث يرقص السود بانتظام. اختلط السكان الأيرلنديون والسود واستعاروا عناصر الثقافة الشعبية من بعضهم البعض. كان أحد مجالات التبادل هو الرقص، واختلطت الرقصة الأيرلندية بالخطوات الشعبية السوداء. في هذه البيئة، تعلم جوبا الرقص من أقرانه، بما في ذلك العم جيم لوي، وهو راقص أسود. كان جوبا يرقص من أجل الحصول على الطعام وتلقي العملات المعدنية بحلول أوائل أربعينيات القرن التاسع عشر.
تشير المصادر الأولية إلى أن جوبا قدم عروضه في مسابقات الرقص والعروض والمسارح المتنوعة في شمال شرق الولايات المتحدة بداية منتصف أربعينيات القرن التاسع عشر. من المحتمل أن اسمه المسرحي مشتق من رقصة جوبا، والذي سمى نفسه على اسم جوبا وسط أو غرب إفريقيا. كان اسم جوبا من الأسماء الشائعة للعبيد في تلك الفترة، وخاصة أولئك الذين يشاع أن لديهم موهبة في الرقص أو الموسيقى. التوثيق محير، حيث كان هناك ما لا يقل عن اثنين من الراقصين السود يستخدمان اسم جوبا في هذا الوقت. على سبيل المثال، في عام 1840 كان رجل يدعى لويس ديفيس يستخدم اسم (المعلم جوبا) ويكسب رزقه من سفره عبر الولايات، لكن قُبضَ عليه بتهمة السرقة في مدينة نيويورك.

## حياته لاحقًا والوفاة، 1850- 1854
بالعودة إلى الولايات المتحدة، أدى جوبا عملًا منفردًا في قاعات الموسيقى للطبقة العاملة، وصالونات الحفلات الموسيقية، والمداخل في مسارح غير موصوفة في نيويورك: لقد انتقل من الغموض إلى دائرة الضوء وعاد مرة أخرى. لم يكن النقاد الأمريكيون لطفاء مثل نظرائهم الإنجليز. كتب صحفي في 4 أغسطس عام 1850 أن: [جوبا] يقفز بسرعة كبيرة، لكن السرعة الشديدة أسوأ من البطء الشديد، وننصح جوبا أن يكون حكيمًا في الوقت المناسب. فمن الأسهل أن تفعل ذلك؛ كتب هيدرسفيلد كرونيكل وويست يوركشاير في 30 نوفمبر 1850: لقد أحدثت عروض جوبا ضجة كبيرة في المعرض، حيث استقبلت مآثره الرائعة في الرقص مع التصفيق وجماهير واقفة، جوبا هو سيد مثالي.
خلال يناير 1854، نشرت صحيفة نورثرن ديلي تايمز الإنجليزية إعلانات لعرض في مسرح رويال كولوسيوم في شارع باراديس، ليفربول، يظهر جوبا الشهير، الذي خلده تشارلز ديكنز في كتاباته عن أمريكا. في عام 1854، انتشر وباء الكوليرا في ليفربول، مما تسبب في وفيات عالية. في 3 فبراير 1854، سُجلت وفاة رجل يُدعى (بوا جوبا) ويُحتمل أن يكون ذلك كخطأ كتابي محتمل لـ (جوبا بوز)، اللقب الذي اشتهرت به جوبا في انجلترا. وتشير إلى أن تفاصيل السيرة الذاتية الأخرى الواردة في شهادة الوفاة - أن المتوفى موسيقي أمريكي المولد وعمره 30 عامًا - تتوافق مع تفاصيل السيرة الذاتية لجوبا. سجلت الوفاة في جناح الحمى بمستشفى براون لو هيلز في ليفربول، ودُفن في 6 فبراير 1854 في الجزء الحر من مقبرة كنيسة القديس مارتين القريبة. تعرضت كنيسة القديس مارتن لأضرار بسبب القصف خلال الحرب العالمية الثانية ثم هدمت فيما بعد، وعلى الرغم من إعادة دفن المقابر في كنيسة ماري، فإن موقع القبر غير معروف.
إن سبب وفاة جوبا يعد موضع تكهنات. عُرف جوبا بجدول أعماله الضخم وحرق طاقاته وصحته في سبيله. تشير السجل إلى أن جوبا عمل ليلًا ونهارًا لمدة 11 عامًا - من 1839 إلى 1850. خاصة في أيامه الأولى، عمل جوبا للحصول على الطعام، وكان يحصل على وجبة الحانة النموذجية في ذلك الوقت مع كأس من البيرة. مثل هذا الجدول الزمني القاسي، إلى جانب سوء الطعام وقلة النوم، من المحتمل أن يكون سببًا في موت جوبا المبكر.